# (168700) 2000 GE147
(168700) 2000 GE147, também escrito como (168700) 2000 GE147, é um objeto transnetuniano (TNO) que está localizado no cinturão de Kuiper, uma região do Sistema Solar. Ele é classificado como um plutino, isso significa que este objeto, assim como Plutão, está em uma ressonância orbital de 2:3 com o planeta Netuno. O mesmo possui uma magnitude absoluta (H) de 8,5 e, tem um diâmetro com cerca de 88 km, por isso existem poucas chances que possa ser classificado como um planeta anão, devido ao seu tamanho relativamente pequeno.

## Descoberta
(168700) 2000 GE147 foi descoberto no dia 2 de abril de 2000.

## Órbita
A órbita de (168700) 2000 GE147 tem uma excentricidade de 0.232, possui um semieixo maior de 39,228 UA e um período orbital de cerca de 246 anos. O seu periélio leva o mesmo a uma distância de 30,281 UA em relação ao Sol e seu afélio a 48,175 UA.